# Fernando Cesar Baptista de Mattos
Fernando Cesar Baptista de Mattos ou simplesmente Fernando Mattos é um magistrado brasileiro. Foi presidente da Associação dos Juízes Federais do Brasil. Atualmente compõe o Conselho Nacional de Justiça (CNJ), por indicação do Superior Tribunal de Justiça (STJ).

## Biografia
Graduado em Direito pela Universidade do Estado do Rio de Janeiro (UERJ) e mestrado em Direito pela mesma universidade.
Foi vice-presidente da 2ª Região da Associação dos Juízes Federais do Brasil (AJUFE), no biênio 2006-2008, e presidente da mesma associação no biênio 2008-2010.
Foi Procurador da Fazenda Nacional, no período de maio de 1998 a dezembro de 1999, tendo exercido suas funções na cidade de São Paulo. Antes disso, foi advogado da Comissão de Valores Mobiliários (CVM), no período de dezembro de 1997 a maio de 1998.